# Juan Valdivieso
Juan Humberto Valdivieso Padilla (Lima, 6 de mayo de 1910-Lima, 2 de mayo de 2007), apodado como Mago, fue un futbolista peruano, arquero de Alianza Lima y del seleccionado de fútbol del Perú. Es un símbolo histórico de Alianza Lima y arquero de su selección nacional en la década de los treinta.
Ágil, sobrio y elegante, se caracterizó por sus estiradas salvadoras y, sobre todo, por su condición de atajapenales, afianzada en la mítica gira del 'Rodillo Negro' de Alianza Lima a Chile en 1935. Fue seis veces campeón con el cuadro íntimo; también fungió alguna vez de centrodelantero, por emergencia, y anotó siete goles en el arco ante el Sportivo Unión. Como DT, se identificó sobre todo con Deportivo Municipal, al que comandó en la primera participación internacional oficial de un club peruano: en la Copa de Campeones 1948 en Santiago de Chile.
Con la selección peruana asistió a la Copa Mundial de 1930, fue figura del equipo que participó en los Juegos Olímpicos de 1936 y ganó la Copa América de 1939.

## Biografía
Juan Valdivieso Padilla nació el 6 de mayo de 1910. Fue hijo de un policía por lo que la disciplina y la puntualidad las aprendió desde pequeño. A los 17 años de edad fue a probar suerte a Alianza Lima, sus dotes de arquero intuitivo y arriesgado se notaron desde un principio y el equipo blanquiazul se convertiría en su segunda casa por el resto de su carrera futbolística. Perteneció al equipo dorado de Alianza Lima, "El Rodillo Negro", donde realizó asombrosas campañas a nivel nacional e internacional junto con grandes jugadores como Alejandro Villanueva, José María Lavalle, Alberto Montellanos, etc. Participó en el Combinado del Pacífico, que hizo una gira por varios países europeos, con el cual recibió excelentes críticas de diversos cronistas donde lo compararon con un "muñeco mecánico atrapando bolas". Del mismo modo realizó giras con Alianza en tierras chilenas donde fue ovacionado por el público local al bloquear varios penales de los equipos rivales, es aquí donde empieza la leyenda de "el mago" ya que era un reconocido "ataja penales". Con la selección fue convocado en exitosas campañas históricas como las olimpiadas de Berlín de 1936 o la Copa América de 1939. Valdivieso recibió ofertas de clubes de Alemania y Francia quienes querían contar sí o sí con sus servicios, pero decide rechazar todas para seguir jugando por Alianza Lima hasta el año de su retiro. Luego de terminar su carrera como futbolista decide probar suerte como entrenador, en esta etapa dirige equipos como Deportivo Municipal, la Selección peruana, etc.

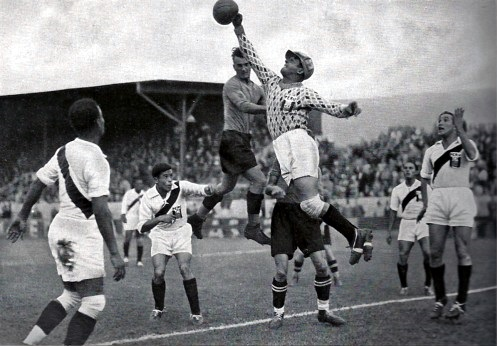
El Mago Valdivieso en acción frente a Austria en los Juegos Olímpicos de Berlín, 8 de agosto de 1936.

Cuando cumplió 20 años fue convocado a la selección peruana que participó en la primera Copa Mundial organizada en Uruguay; sin embargo fue en los siguientes años donde su popularidad aumentó. Su prestigio y notoriedad crecieron cuando entre el 25 de agosto de 1933 y el 7 de marzo de 1934 Valdivieso fue una de las figuras del llamado "Combinado del Pacífico". Aquel fue un equipo formado por los mejores jugadores peruanos y chilenos y que durante esos casi ocho meses disputó 39 partidos en Irlanda, Inglaterra, Escocia, Holanda, Checoslovaquia, España, Francia, Italia y Alemania. Valdivieso fue el golero titular. Sus atajadas en los distintos países le sirvieron para recibir, en varias ocasiones, ovación del público europeo sobre todo en Alemania y Francia.
Fue muy conocido bajo el apodo del "Mago Valdivieso"
En el periodo de 1931 y 1933 Valdivieso sale campeón nacional con el club Alianza Lima y fue con este equipo con quien realiza una campaña en territorio chileno. La figura de Alejandro Villanueva, capitán del equipo y amigo cercano de Valdivieso, era llamativa para la hinchada chilena, pues su fama había trascendido fronteras; sin embargo, fue el arquero quien se coronó como figura de aquella gira. El equipo terminó invicto donde Valdivieso se ganó el apodo de "El Mago" por haber atajado cuatro penales a distintos equipos.
En 1936 fue seleccionado para representar al Perú en las Olimpiadas de Berlín; en aquella campaña Perú llega a cuartos de final donde se enfrenta a una de las selecciones favoritas del torneo: Austria. El partido termina 4 a 2 a favor de los peruanos, pero mediante un reclamo la FIFA decide repetir dicho encuentro. La selección peruana y toda la delegación olímpica decide retirarse de las competencias al considerar injusta y absurda esta nueva disposición. Valdivieso junto con los demás jugadores son recibidos como héroes en su país. Tres años después "el mago" vuelve a ser convocado para el Campeonato Sudamericano 1939, donde la selección gana por primera vez dicho título aunque esta vez Valdivieso formó parte de los suplentes.
Finalmente dos años después Juan Valdivieso decide colgar sus guantes retirándose del fútbol y de Alianza Lima. Luego de retirarse, fue entrenador de Deportivo Municipal (con quien salió campeón), Defensor Lima y la selección peruana. Era ebanista y trabajó 30 años en la Municipalidad Metropolitana de Lima. Gloria viviente del año del centenario aliancista.
Falleció por una insuficiencia cardiaca la mañana del 2 de mayo de 2007, a una semana de cumplir 97 años.

## Clubes

### Como futbolista
| Club         | País | Año         |
| ------------ | ---- | ----------- |
| Alianza Lima | Perú | 1927 - 1941 |

### Como entrenador
| Club                | País | Año         |
| ------------------- | ---- | ----------- |
| Alianza Lima        | Perú | 1941        |
| Deportivo Municipal | Perú | 1943 - 1951 |
| Selección Peruana   | Perú | 1954 - 1955 |
| Deportivo Municipal | Perú | 1955 - 1958 |
| Atlético Chalaco    | Perú | 1961        |
| Deportivo Municipal | Perú | 1962 - 1963 |
| Atlético Chalaco    | Perú | 1964        |

## Estadísticas
Datos actualizados al fin de la carrera deportiva.
| Alianza Lima · Perú |               |               |     |   |   |    |    |     |     |   |  |  |  |  |  |
| 1.ª                 | 1927          | 0             | 0   | - | - | -  | -  | 0   | 0   |   |  |  |  |  |  |
| 1.ª                 | 1928          | 1             | 0   | - | - | 1  | 0  | 2   | 0   |   |  |  |  |  |  |
| 1.ª                 | 1929          | 8             | 0   | - | - | 1  | 0  | 9   | 0   |   |  |  |  |  |  |
| 1.ª                 | 1930          | 5             | 0   | - | - | 2  | 0  | 7   | 0   |   |  |  |  |  |  |
| 1.ª                 | 1931          | 11            | 0   | - | - | 8  | 0  | 19  | 0   |   |  |  |  |  |  |
| 1.ª                 | 1932          | 7             | 2   | - | - | 3  | 0  | 10  | 2   |   |  |  |  |  |  |
| 1.ª                 | 1933          | 9             | 7   | - | - | 2  | 0  | 11  | 7   |   |  |  |  |  |  |
| 1.ª                 | 1934          | 8             | 0   | - | - | 3  | 0  | 11  | 0   |   |  |  |  |  |  |
| 1.ª                 | 1935          | 2             | 0   | - | - | 5  | 0  | 7   | 0   |   |  |  |  |  |  |
| 1.ª                 | 1936          | 0             | 0   | 3 | 0 | 2  | 0  | 5   | 0   |   |  |  |  |  |  |
| 1.ª                 | 1937          | 9             | 0   | - | - | 1  | 0  | 10  | 0   |   |  |  |  |  |  |
| 1.ª                 | 1938          | 8             | 0   | - | - | 3  | 0  | 11  | 0   |   |  |  |  |  |  |
| 1.ª                 | 1939          | 6             | 0   | - | - | -  | -  | 6   | 0   |   |  |  |  |  |  |
| 1.ª                 | 1940          | 13            | 0   | - | - | -  | -  | 13  | 0   |   |  |  |  |  |  |
| 1.ª                 | 1941          | 14            | 0   | - | - | -  | -  | 14  | 0   |   |  |  |  |  |  |
| 1.ª                 | Total club    | 101           | 0   | 3 | 0 | 31 | 0  | 135 | 9   |   |  |  |  |  |  |
| Total carrera       | Total carrera | Total carrera | 101 | 0 | 3 | 0  | 31 | 0   | 135 | 9 |  |  |  |  |  |
|                     |               |               |     |   |   |    |    |     |     |   |  |  |  |  |  |

En el año 1939 Juan Valdivieso jugó 2da división

## Palmarés

### Campeonatos nacionales
| Título                              | Club         | País | Año  |
| ----------------------------------- | ------------ | ---- | ---- |
| Liga Peruana de Fútbol              | Alianza Lima | Perú | 1927 |
| Liga Peruana de Fútbol              | Alianza Lima | Perú | 1928 |
| Liga Peruana de Fútbol              | Alianza Lima | Perú | 1931 |
| Liga Peruana de Fútbol              | Alianza Lima | Perú | 1932 |
| Liga Peruana de Fútbol              | Alianza Lima | Perú | 1933 |
| Primera División de la Liga de Lima | Alianza Lima | Perú | 1939 |
| Ascenso a la División de Honor      | Alianza Lima | Perú | 1939 |

### Torneos cortos
| Título                     | Club         | País | Año  |
| -------------------------- | ------------ | ---- | ---- |
| Torneo de Primeros Equipos | Alianza Lima | Perú | 1931 |
| Torneo de Primeros Equipos | Alianza Lima | Perú | 1932 |
| Torneo de Primeros Equipos | Alianza Lima | Perú | 1933 |

### Campeonato internacional
| Título              | Club              | País | Año  |
| ------------------- | ----------------- | ---- | ---- |
| Juegos Bolivarianos | Selección Peruana | Perú | 1938 |
| Copa América        | Selección Peruana | Perú | 1939 |

### Distinciones individuales
| Distinción                                                                    | Año  |
| ----------------------------------------------------------------------------- | ---- |
| Incluido en el Once Ideal Histórico de Alianza Lima                           | 2011 |
| Incluido en el once histórico de la Selección Peruana elaborado por la IFFHS. | 2022 |

## Trivia
- Valdivieso tiene el récord, hasta ahora insuperable, de haber marcado 7 goles en un solo partido. Fue un 15 de agosto de 1933 ante el Sportivo Unión, en el que "el Mago" tuvo que jugar de delantero debido a una lesión de Manguera Villanueva. El resultado final fue Alianza Lima 8-1 Sportivo Unión.

## Citas
"Cuando de muchacho vi atajar al “Mago” Juan Valdivieso y me gustaba imitarlo"
 Sergio Livingstone, arquero y comentarista chileno